# Comuna Certij, Jîdaciv
Certij (în ucraineană Чертіж) este o comună în raionul Jîdaciv, regiunea Liov, Ucraina, formată din satele Certij (reședința), Dubravka și Ternavka.

## Demografie
Componența lingvistică a comunei Certij
     Ucraineană (99,84%)
     Alte limbi (0,16%)
Conform recensământului din 2001, majoritatea populației comunei Certij era vorbitoare de ucraineană (99,84%), existând în minoritate și vorbitori de alte limbi.